# بيت الفروي (كحلان عفار)

تعديل مصدري - تعديل

بيت الفروي هي إحدى قرى عزلة بنى عشب بمديرية كحلان عفار التابعة لمحافظة حجة، بلغ تعداد سكانها 555 نسمة حسب تعداد اليمن لعام 2004.